# Matthew Henry Gault
Matthew Henry Gault (* 1925; † 23. Mai 2003 in St. John’s, Neufundland und Labrador) war ein kanadischer Mediziner (Nephrologie) und Hochschullehrer an der Memorial University of Newfoundland. Von ihm und Donald William Cockcroft stammt eine verbreitete Formel zur Beurteilung der filtrativen Nierenfunktion.

## Leben
Henry Gault studierte zunächst Psychologie mit dem Bachelor-Abschluss und dann Medizin an der McGill University, an der er auch in Medizin promoviert wurde (M.D. 1953). Dabei erhielt er auch eine Ausbildung in experimenteller Medizin und absolvierte seine Facharztausbildung in Nephrologie und eine Ausbildung in medizinischer Chemie am Royal Victoria Hospital. Von 1960 bis 1974 war er Leiter der Abteilung für klinische Chemie und von 1963 bis 1974 Leiter der Nephrologie am Queen Mary Veterans’ Hospital (QMVH) in Montreal. Außerdem war er von 1970 bis 1974 Leiter der Nephrologie am Royal Victoria Hospital in Montreal. Er war seit 1974 Professor für Nephrologie an der Memorial University (Health Science Center), Leiter der Abteilung Nephrologie am General Hospital (1974 bis 1988) und von 1974 bis 1993 Direktor des nephrologischen Labors am General Hospital in St. John’s. 1993 wurde er Professor Emeritus.
Er war verheiratet und hatte zwei Söhne.

## Werk
Zusammen mit Donald William Cockcroft – damals Assistenzarzt (Resident) am Queen Mary Veterans’ Hospital in Montreal – entwickelte Gault 1973 die Cockcroft-Gault-Formel zum Abschätzen der Kreatinin-Clearance aus dem Serum. Diese Creatinin-Clearance wird in der Nierenheilkunde als identisch mit der Glomerulären Filtrationsrate (GFR) und auch mit der Primärharn-Bildung angesehen. Die gemeinsame Veröffentlichung mit Cockcroft ist ein Science Citation Classic, der seit 1976 über zehntausendmal zitiert wurde.
Die Cockcroft-Gault-Näherungsformel verzichtet auf das 24-stündige Urinsammeln, weil die Kreatinin-Konzentration im Urin zum Abschätzen der GFR jetzt nicht mehr benötigt wird. In dieser Schätzformel wird neben dem Kreatinin-Spiegel im Blut nur noch nach Alter, Körpergewicht und Geschlecht gefragt. Heute wird diese Formel weit gehend von der MDRD-Formel und der CKD-EPI-Formel abgelöst, weil das Laboratorium dafür noch nicht einmal mehr das Körpergewicht, wohl aber zusätzlich die Hautfarbe („Rasse“) des Patienten, zur Bestimmung benötigt.
Seine Arbeit war eine wesentliche diagnostische Grundlage für die Entscheidung zur Nierendialyse und zur Nierentransplantationen.

## Ehrungen
Gault erhielt 1989 den Medical Award der Kidney Foundation of Canada, wurde 1991 Offizier des Order of Canada, erhielt 1992 die Commemorative Medal for the 125th anniversary of the Confederation of Canada und 1993 den Laureate Award des American College of Physicians. 1988 wurde er Präsident der Canadian Association of Nephrology. Er erhielt den Atlantic Provinces Laureate Award. 1966 erhielt er einen Master in Medical Research.